# Medvedjek, Velike Lašče
Medvedjek je naselje v Občini Velike Lašče.